# Aleksis Galanos
Aleksis Galanos, gr. Αλέξης Γαλανός (ur. 30 sierpnia 1940 w Famaguście, zm. 15 lipca 2019 na Kos) – cypryjski polityk i przedsiębiorca, współzałożyciel Partii Demokratycznej (DIKO), deputowany, a od 1991 do 1996 przewodniczący Izby Reprezentantów, kandydat w wyborach prezydenckich.

## Życiorys
Studiował w King’s College w ramach University of Cambridge, uzyskał magisterium z ekonomii i socjologii. Kształcił się też w zakresie prawa w Inner Temple, uzyskując uprawnienia barristera. Zawodowo związany z rodzinnym przedsiębiorstwem. Pełnił też funkcję wiceprzewodniczącego cypryjskiej federacji pracodawców i przemysłowców. W 1976 był jednym z założycieli Partii Demokratycznej, w 1989 objął w niej funkcję sekretarza generalnego, a w 1990 został jej wiceprzewodniczącym.
W 1976 po raz pierwszy uzyskał mandat posła do Izby Reprezentantów, z powodzeniem ubiegał się o reelekcję w wyborach w 1981, 1985, 1991 i 1996. W latach 1991–1996 był przewodniczącym cypryjskiego parlamentu. W 1998 kandydował w wyborach prezydenckich, zajmując 4. miejsce z wynikiem 4% głosów. Od 2007 do śmierci pełnił formalną funkcję burmistrza Famagusty, miasta pozostającego pod faktycznym zarządem tureckiej administracji w ramach Cypru Północnego. Od 2012 do 2016 kierował związkiem cypryjskich miejscowości.
Zmarł w Grecji podczas wakacji na wyspie Kos.